# 篤努勞
篤努勞（排灣語：Drungulau），是台灣排灣族達拉發站部落（Tjaravacalj，位於屏東縣三地門鄉，屬北排灣群）所信仰的神祇，她藉由殺死自己的丈夫，製造出了排灣族的祖先，為排灣族起源神話中少數的「人再生」說法。

## 傳說
神話中，篤努勞在遠古時期從天而降，住在舊部落Tavatavan，並且與名叫勞本勒（Ljaupeleng/Ruprun）的男子結婚，但勞本勒的陽具太大了，她受不了，因此憤而把勞本勒殺掉。後來勞本勒的屍體各部位變成了一個個的人，為排灣族的祖先，各部位誕生的階級也不一樣，手指為平民、四肢為世襲輔佐役（Pualju，或稱「士」或「氏族」階級），頭則是貴族（mamazagilan，或說王族）。
另有說法認為他殺的是自己的妹妹菈萬（Ravan），並用石頭切斷她的指頭，其中拇指和食指分別變成正副頭目、中指變成世襲輔佐役、剩下兩指則是平民。

## 其他

### 身世
有說法認為篤努勞跟雷神是兄妹。

### 舉天
據說篤努勞當初降臨到地面上時，因為天空離地面太近了，陽光很熱，因此她拿一根石杵把天空推高。